# Петрик, Афанасий Филиппович
Афана́сий Фили́ппович Пе́трик (укр. Панас Пилипович Петрик; 20 апреля (3 мая) 1914 года, по документам в 1917 году, с. Золотухи, — 14 сентября 2001 года, Краснотурьинск, Свердловская область, Россия) — командир отделения 255-го отдельного сапёрного батальона (186-я стрелковая дивизия, 65-я армия, 1-й Белорусский фронт), старший сержант. Герой Советского Союза.

## Биография

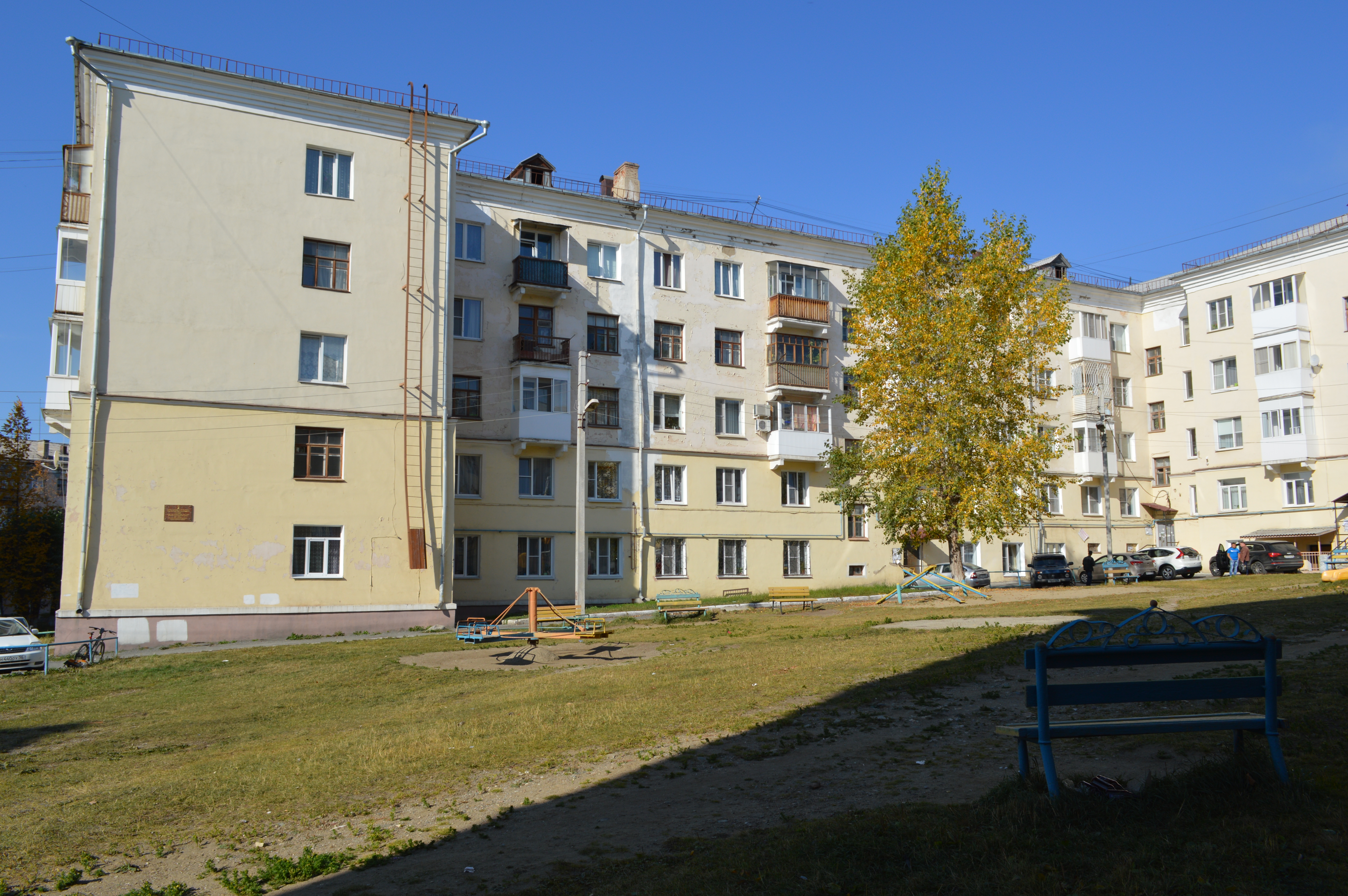
Дом, в котором с 1976 по 2001 гг. жил герой Советского Союза А. Ф. Петрик

Родился 3 мая 1914 года в селе Золотухи Лубенского уезда Полтавской губернии (ные — Оржицкий район Полтавской области Украины) в семье крестьянина. Украинец. Член ВКП(б)/КПСС с 1943 года.
С 1932 года жил в Свердловской области. Образование начальное. Работал на Уралвагонзаводе и в Сотринском мехлесопункте.
В Красной Армии с 1941 года.
Участник Великой Отечественной войны с июня 1941 года. В составе родной части принимал участие в боях на Калининском, Брянском, 2-м Белорусском фронтах. Был командиром отделения и помощником командира взвода 255-го отдельного сапёрного батальона 186-й стрелковой Брестской Краснознамённой дивизии. Был ранен.
Командир отделения старший сержант Петрик отличился в боях 5—8 сентября 1944 года. Под ураганным огнём противника переправлял на плотах пехотные, артиллерийские и миномётные подразделения с вооружением и боеприпасами через реку Нарев в районе деревни Лахы (севернее города Сероцк, Польша), чем содействовал успеху боёв за плацдарм.
Указом Президиума Верховного Совета СССР от 24 марта 1945 года за образцовое выполнение боевых заданий командования на фронте борьбы с немецко-фашистскими захватчиками и проявленные при этом мужество и героизм старшему сержанту Петрику Афанасию Филипповичу присвоено звание Героя Советского Союза с вручением ордена Ленина и медали «Золотая Звезда» (№ 5496).
Демобилизовался в 1946 году. Жил в городе Краснотурьинск Свердловской области. Работал выпарщиком на Богословском алюминиевом заводе. С 1971 года — на пенсии.
Скончался 14 сентября 2001 года. Похоронен в Краснотурьинске.

## Награды и звания
- Герой Советского Союза (Указ Президиума Верховного Совета СССР от 24 марта 1945 года, Орден Ленина и Медаль «Золотая Звезда») — за образцовое выполнение боевых заданий командования на фронте борьбы с немецко-фашистскими захватчиками и проявленные при этом мужество и героизм[3].
- Орден Отечественной войны 1-й степени (6 апреля 1985 года) — за храбрость, стойкость и мужество, проявленные в борьбе с немецко-фашистскими захватчиками, и в ознаменование 40-летия победы советского народа в Великой Отечественной войне 1941—1945 годов[4].
- Орден Трудового Красного Знамени (9 июня 1961 год) — за достигнутые успехи в развитии цветной металлургии[5]
- Два ордена Красной Звезды:

первый — 13 февраля 1945 года — за образцовое выполнение боевых заданий командования на фронте борьбы с немецкими захватчиками и проявленные при этом доблесть и мужество;
второй — 19 февраля 1945 года — за образцовое выполнение боевых заданий командования на фронте борьбы с немецкими захватчиками и проявленные при этом доблесть и мужество.
- Орден Славы 3-й степени (29 февраля 1944 года) — за образцовое выполнение боевых заданий командования на фронте борьбы с немецкими захватчиками и проявленные при этом доблесть и мужество[8].
- Медали, в том числе:
  - медаль «За отвагу» (3 августа 1943 года) — за образцовое выполнение боевых заданий командования на фронте борьбы с немецкими захватчиками и проявленные при этом доблесть и мужество[9];
  - медаль «В ознаменование 100-летия со дня рождения Владимира Ильича Ленина» (1970 год);
  - медаль «За победу над Германией в Великой Отечественной войне 1941—1945 гг.» (1946 год);
  - юбилейная медаль «Двадцать лет победы в Великой Отечественной войне 1941—1945 гг.» (1965 год);
  - юбилейная медаль «Тридцать лет Победы в Великой Отечественной войне 1941—1945 гг.» (1975 год);
  - юбилейная медаль «Сорок лет Победы в Великой Отечественной войне 1941—1945 гг.» (1985 год);
  - медаль «За освобождение Варшавы» (20 января 1946 года)[10];
  - юбилейная медаль «50 лет Вооружённых Сил СССР» (1967 год);
  - юбилейная медаль «60 лет Вооружённых Сил СССР» (1978 год);
  - юбилейная медаль «70 лет Вооружённых Сил СССР» (1988 год);
  - медаль Жукова (1994 год);
  - юбилейная медаль «50 лет Победы в Великой Отечественной войне 1941—1945 гг.» (1995);
  - медаль Заслуженным на поле Славы, Польша.
- Знак «25 лет Победы в Великой Отечественной войне» (1970 год).
- Почётный металлург (1966 год).
- Почётный гражданин города Краснотурьинска (27 ноября 1969 года).
- Благодарственное письмо Губернатора Свердловской области (2001 год)[11]

## Память
В городе Краснотурьинске, на стене дома, в котором жил Герой, установлена мемориальная доска, на плите мемориального комплекса на бульваре Мира выгравировано его имя, а 22 июня 2015 года там же, на Аллее Героев, был открыт бюст, проводится Кубок города по мини-футболу среди дворовых команд памяти Героя Советского Союза А. Ф. Петрика.
В городе Нижний Тагил на памятнике тагильчанам Героям Советского Союза и кавалерам Ордена Славы, открытом 7 мая 2010 года, на одной из стел Площади Славы, находящихся в сквере им. Дзержинского, а также на мемориальной доске на здании военного комиссариата Ленинского района высечено его имя.